# Majláthova chata
Die Majláthova chata (deutsch Majláthhütte, ungarisch Majláth-menedékház, polnisch 	Schronisko Majlatha) ist eine Berghütte in der slowakischen Hohen Tatra. Sie liegt am Nordufer des Bergsees Popradské pleso (deutsch Poppersee) im Mittelteil des Tals Mengusovská dolina (deutsch Mengsdorfer Tal), auf einer Höhe von 1495 m n.m.

## Geschichte

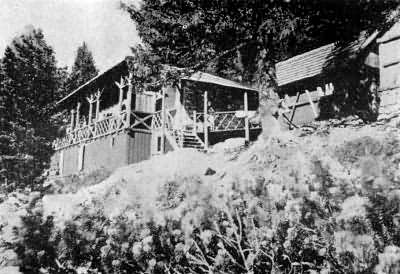
Die historische Hütte vor 1890

Die erste Hütte wurde nach einem Beschluss des Ungarischen Karpathenvereins im Jahr 1876 errichtet, doch erst nach drei Jahren wurde die einräumige Holzherberge am 4. August 1879 feierlich eröffnet. Zu diesem Anlass erhielt sie auch den Namen Majláthhütte zu Ehren des stellvertretenden Vorsitzenden der Liptauer Sektion des KV, Béla Majláth. Kaum ein Jahr später brannte die Hütte am 18. Juli 1880 nieder, wobei damals örtliche Kräutler, die die wachsende Anzahl von Touristen befürchtet hätten, der Brandstiftung beschuldigt waren. Noch 1880 baute man eine einfache Baude, genannt Hinzensee-Hütte, die 1885 weiter oben in das Tal Žabia dolina (deutsch Froschseetal) verschoben wurde. An den Trümmern der Holzhütte ließ 1881 der KV eine Nachfolgerin der ersten Hütte, eine Steinhütte mit drei Räumen, bauen. Diese trug zwar keinen offiziellen Namen, hieß aber wie die Vorgängerin Majláthhütte, zunehmend setzte sich doch der Name Popperseehütte (slowakisch Popradská chata oder Chata pri Popradskom plese) durch. In der Hütte befand sich ein ungewöhnliches „Gästebuch“, indem die Gäste ihre Namen in die Wände und Holzbalken gravierten.
Auch die zweite Hütte fiel 1890 einem Brand zum Opfer und den dritten Bau errichtete 1892 der örtliche Gutsherr und -besitzer Franz Máriássy aus Batizovce (deutsch Botzdorf). 1897 ließ der Fürst Christian Kraft zu Hohenlohe-Öhringen die dritte Hütte abreißen, mit der Absicht, Touristen aus seinen Jagdrevieren im Tal Mengusovská dolina fernzuhalten. Doch der Druck der öffentlichen Meinung zwang den Fürsten, eine einfache Holzhütte zu errichten, die 1899 eröffnet wurde. Diese Hütte wurde danach mehrmals umgebaut, später mit einer Steinherberge für Touristen ausgebaut und bot in der letzten Ausbaustufe Platz für 150 Gäste in 25 Zimmern. 1951, kurz nach der Verstaatlichung durch die kommunistische Macht in der Tschechoslowakei, erhielt die Hütte den Namen Chata kapitána Morávku nach dem slowakischen Angehörigen der Finanzwache und Partisanenmitglied Štefan Morávka, der am 13. Januar 1945 unterhalb des Kriváň fiel.
1961 brach der ältere Holzbau unter massivem Schneedruck zusammen, der neuere steinerne Teil brannte 1964 nieder. Da kurz zuvor gleich nebenan ein neues Berghotel, der Horský hotel Popradské pleso, entstand, kam es damals nicht zum Wiederaufbau. Erst 2006 begann ein Neubau, der am 30. Dezember 2010 kollaudiert und im Februar 2011 eröffnet wurde. Die neue Hütte verwendet den historischen Namen Majláthova chata.

## Touristische Erschließung
Die Majláthova chata liegt auf dem rot markierten Wanderweg Tatranská magistrála auf der Teilstrecke von Štrbské Pleso zum Berghotel Sliezsky dom, unweit verläuft ein blau markierter Weg von der Haltestelle Popradské Pleso der Elektrischen Tatrabahn zum Bergsee Veľké Hincovo pleso und Sattel Vyšné Kôprovské sedlo, mit einem Abzweig zum Berg Rysy auf einem rot markierten Weg. Von Štrbské Pleso heraus führt parallel zur Tatranská magistrála ein grün markierter Wanderweg. Die Gegend ist auch über eine Asphaltstraße erreichbar, diese ist jedoch nur mit einer Genehmigung zu befahren.